# Baía de Ormoc

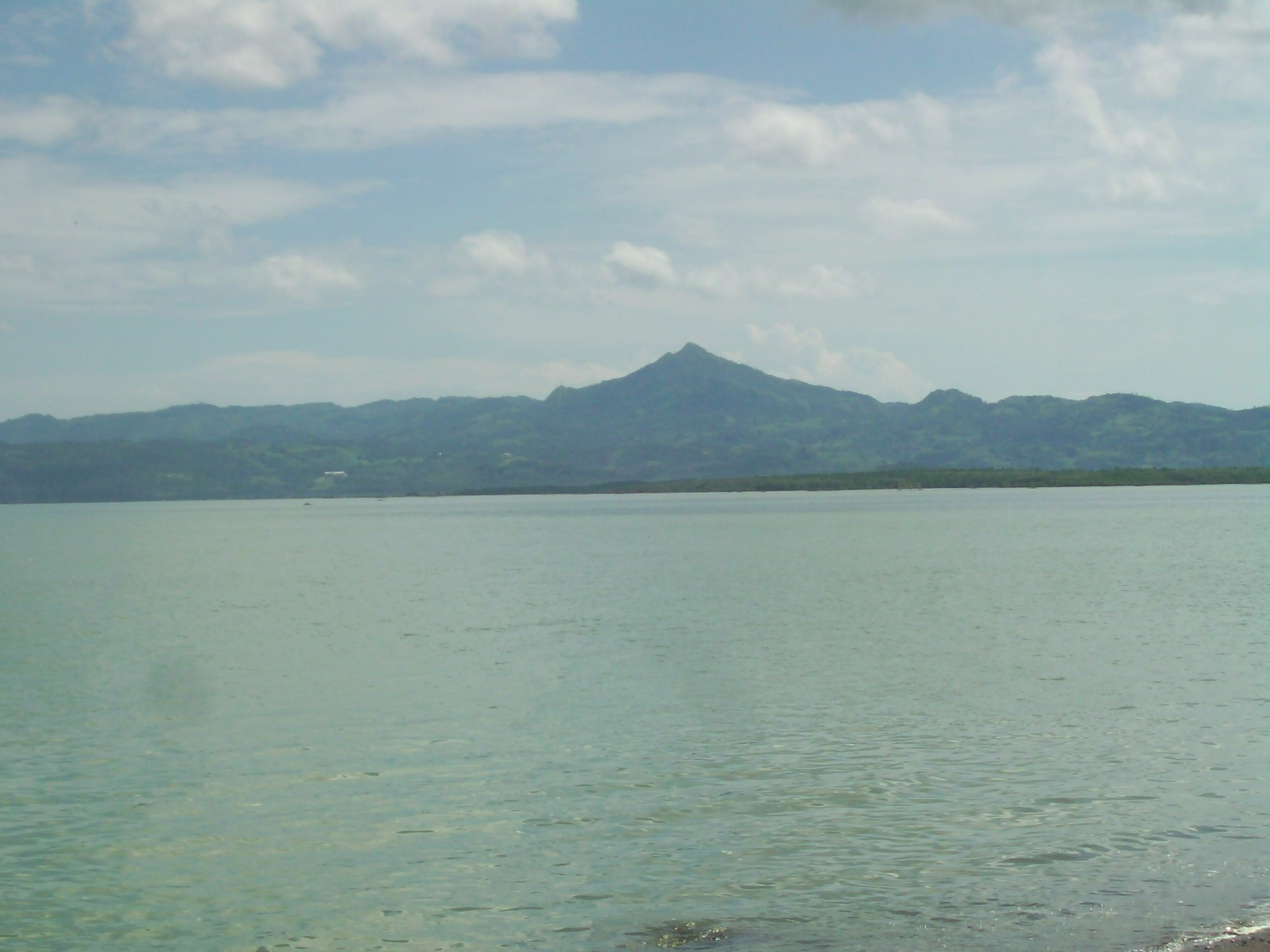
Visão de Merida, vista da baía de Ormoc.

Ormoc é uma baía situada na ilha de Leyte nas Filipinas. A cidade que leva seu nome fica na entrada da baía e tem sua economia baseada na exportação de arroz, açúcar e copra, a parte carnuda, seca, do interior do coco.
Em fins de 1944, a baía foi palco de uma batalha marítima e aérea durante a invasão das Filipinas pelas tropas norte-americanas, que se tornou decisiva para a vitória aliada na Batalha de Leyte.
A cidade de Ormoc, às margens da baía, foi quase toda destruída durante a batalha e a atual cidade foi reconstruída sobre suas ruínas.